# 第101飛行隊 (イスラエル空軍)
イスラエル空軍 第101飛行隊（101 Squadron）は、イスラエル航空宇宙軍の飛行隊である。イスラエル航空宇宙軍で最初に戦闘機を運用したことから、別名としてファースト・ファイター・スコードロン（The First Fighter Squadron）とも呼ばれる。

## 歴史
第101飛行隊は、第一次中東戦争時の1948年5月にアヴィア S-199（戦後、チェコスロバキアで生産されたメッサーシュミットBf109の派生機種）を運用する戦闘機部隊としてエクロン空軍基地（現在のテルノフ空軍基地）で編成された。また、1機のリパブリック RC-3 シービーも装備していた。編成時の飛行隊長はモルデハイ・アロンであったが、空中戦での戦闘指揮は第二次世界大戦時に太平洋戦線で経験を積んだベテランパイロットのルー・レナート（Lou Lenart）が行った。
1948年5月29日に初めての作戦行動が行われ、エジプト軍のガザ地区北進を押し止める作戦(Operation Pleshet)を支援した。エンジンや銃のテストも行われないまま、組み上げたばかりの4機のアヴィア S-199（ルー・レナート、モルデハイ・アロン、エゼル・ヴァイツマン、エディー・コーエン）が出撃し、アシュドッドの近くでエジプト軍に対地攻撃を行った。この戦闘でコーエン機が失われ、アロンの機体も着陸時に損害をうけたが、エジプト軍のテルアビブへの進撃を止めることに成功した。6月3日には、テルアビブを爆撃していたエジプト軍のDC-3／C-47の2機編隊をアロンが撃墜し、これはイスラエル空軍にとって最初の空対空戦闘での戦果となった。この空戦は多くのテルアビブ市民に目撃され、基地には市民から贈り物が届けられた。同じ6月には運用可能な残りのS-199も組み立てが終わり、第101飛行隊は拠点をヘルツリーヤ基地に移した。7月にはルー・レナートが別の飛行隊に異動し、モルデハイ・アロンが第101飛行隊の飛行隊長として残った。7月18日にはアロンがS-199でエジプト空軍のスピットファイア1機を撃墜した。同じ頃に、第101飛行隊は2機のスピットファイアMk.IXの運用を開始した。これら2機にはD-130号機、D-131号機、の機番が付けられており、いずれもスクラップ品からの再生品で、必要な部品の一部は撃墜したエジプト軍のスピットファイアから取っていた。このため、機体全体がグリーンで塗装されていたが、ところどころ、エジプト軍の沙漠迷彩の外装板が取り付けられていた。7月末になると第101飛行隊はネタニヤの基地に移動し、9月下旬には再度ヘルツリーヤ基地に移動した。10月16日には、S-199の機械故障が原因で飛行隊長のアロンが死亡した。この頃から、第101飛行隊はチェコスロバキアから輸入されたスピットファイアMk.IXあるいはMk.XVIの運用を開始しており、S-199は段階的に退役していった。またこの頃、第101飛行隊に2機のP-51Dマスタングが配備され、こちらも運用開始された。
第101飛行隊は1948年11月にハツォール空軍基地に移動した。1949年5月には、最後に残っていたS-199を置いて、ラマト・ダヴィド空軍基地に移動した。残されたS-199はハツォール空軍基地に隣接するイスラエル空軍博物館に現在も展示されている。1950年には、イタリアからスピットファイアが輸入され、第101飛行隊に補充された。同じ頃、イスラエル空軍の2番目の戦闘機部隊として第105飛行隊が編成され、同じくスピットファイアの運用を始めた。1951年7月には、スウェーデン空軍から放出されたP-51Dマスタングが補充され、第101飛行隊の戦力は更に強化された。1953年になると、第101飛行隊に残っていたスピットファイアが、新たに編成された第107飛行隊に移管され、RC-3シービーも運用停止されたため、第101飛行隊の装備機はP-51Dマスタングに統一された。
1956年2月15日に、第101飛行隊は一旦活動を停止して、保有していたP-51Dマスタングは、新たに編成された第116飛行隊に移管された。1956年6月になって、第101飛行隊はフランス製のミステールIV Aを運用する飛行隊としてラマト・ダヴィド空軍基地で再編成され、第二次中東戦争に参戦し、8機のエジプト空軍機を撃墜した。第二次中東戦争後、第101飛行隊は再びハツォール空軍基地に移動し、現在に至るまでハツォール空軍基地を拠点としている。
1962年4月頃になって、第101飛行隊はミステールIV Aと同じフランス製のミラージュIII CJ戦闘機を運用開始し、ほぼ同時期に運用を開始していた第117飛行隊に続いてイスラエル空軍で2番目のミラージュIII飛行隊となった。ミステールIV Aは以前のP-51Dと同様、第116飛行隊に移管された。1967年の第三次中東戦争が始まるまでに、第101飛行隊のミラージュIIIは7機の敵機を空中戦で撃墜しており、損失は無かった。第三次中東戦争ではエジプト軍陣地への対地攻撃を含む任務に参加し、17機を撃墜、損失は3機であった。1967年からの消耗戦争の期間には、第101飛行隊は一時的にシナイ半島内の基地を拠点に、エジプト軍やシリア軍の戦闘機との空中戦を行った。
第三次中東戦争後、フランスはミラージュ5のイスラエルへの供給予定を撤回し、これを受けて国産のIAI ネシェルが開発され、1970年頃からイスラエル空軍に配備が始まった。また同じ頃、第119飛行隊から2機の偵察型ミラージュIIICJ(R)および、2機の特殊改造型ミラージュIIICJ"ツニュート・ノーズ"写真偵察機を移管された。第101飛行隊では、1975年4月頃までの間、ネシェルとミラージュIIIを併行して運用した。1973年の第四次中東戦争にもこの2機種で参戦し、48機の敵航空機を撃墜、損失は4機であった。
1975年4月になると、第101飛行隊の装備機は新型のIAI クフィル1戦闘機に更新され、第101飛行隊のミラージュIIIおよびネシェルは第253飛行隊に移管された。クフィル1はそれまでのミラージュIII、ネシェルに比べ、対地攻撃能力を重視した設計になっていたため、空中戦能力を重視する第101飛行隊ではこの機種はあまり歓迎されなかった。2年後の1977年には、カナード翼を装備し空戦能力を向上させた改良型のIAI クフィルC2に更新され、クフィル1は第109飛行隊に移管された。1979年6月27日には、第101飛行隊のクフィルC2が空中戦でシリア軍のMig-21を撃墜した。これは、イスラエル空軍におけるクフィル系列機の、空対空戦闘における唯一の撃墜記録となった。その後1983年には、戦闘爆撃能力を向上させた改良型のIAI クフィルC7が開発されたが、第101飛行隊の装備機はC7には更新されず、既存のC2の運用を続けた。
第101飛行隊は1987年に再度活動停止したが、同じ年内にF-16D Block30 "Brakeet"複座戦闘機を装備する飛行隊として再編成された。1991年になると、第101飛行隊のF-16D Block30は、より新しいF-16C/D Block40に更新され、装備されていたF-16D Block30は第109飛行隊に移管された。これとほぼ同時期に、同じくハツォール空軍基地所属の第105飛行隊も装備機をF-16C/D Block40に更新した。その後、2004年の終わりから2005年にかけて第101飛行隊のF-16Dは第105飛行隊に移管され、同時に第105飛行隊のF-16Cが第101飛行隊に移管された。これにより第101飛行隊の装備機種はF-16C Block40に統一され、第105飛行隊の装備機種はF-16D Block40に統一された。
また、イスラエル空軍最高のエースパイロットとして知られるギオラ・エプスタインは第101飛行隊に所属しており、第三次中東戦争、消耗戦争、第四次中東戦争の期間に、ミラージュIIIおよびネシェルで計17機の敵航空機を撃墜している。

## 画像

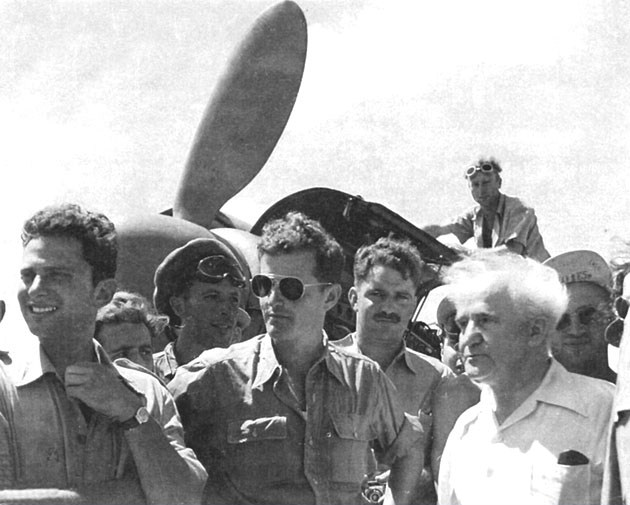
第101飛行隊を訪問するダヴィド・ベン＝グリオン初代イスラエル首相（右の白いシャツの男性）。中央のサングラスを掛けた士官がモルデハイ・アロン。1948年。
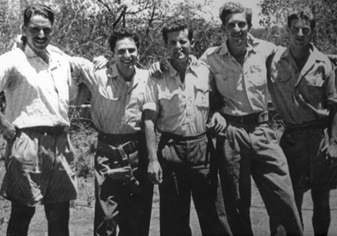
第101飛行隊のパイロット。中央がアロン、右隣がエゼル・ヴァイツマン。1948年。
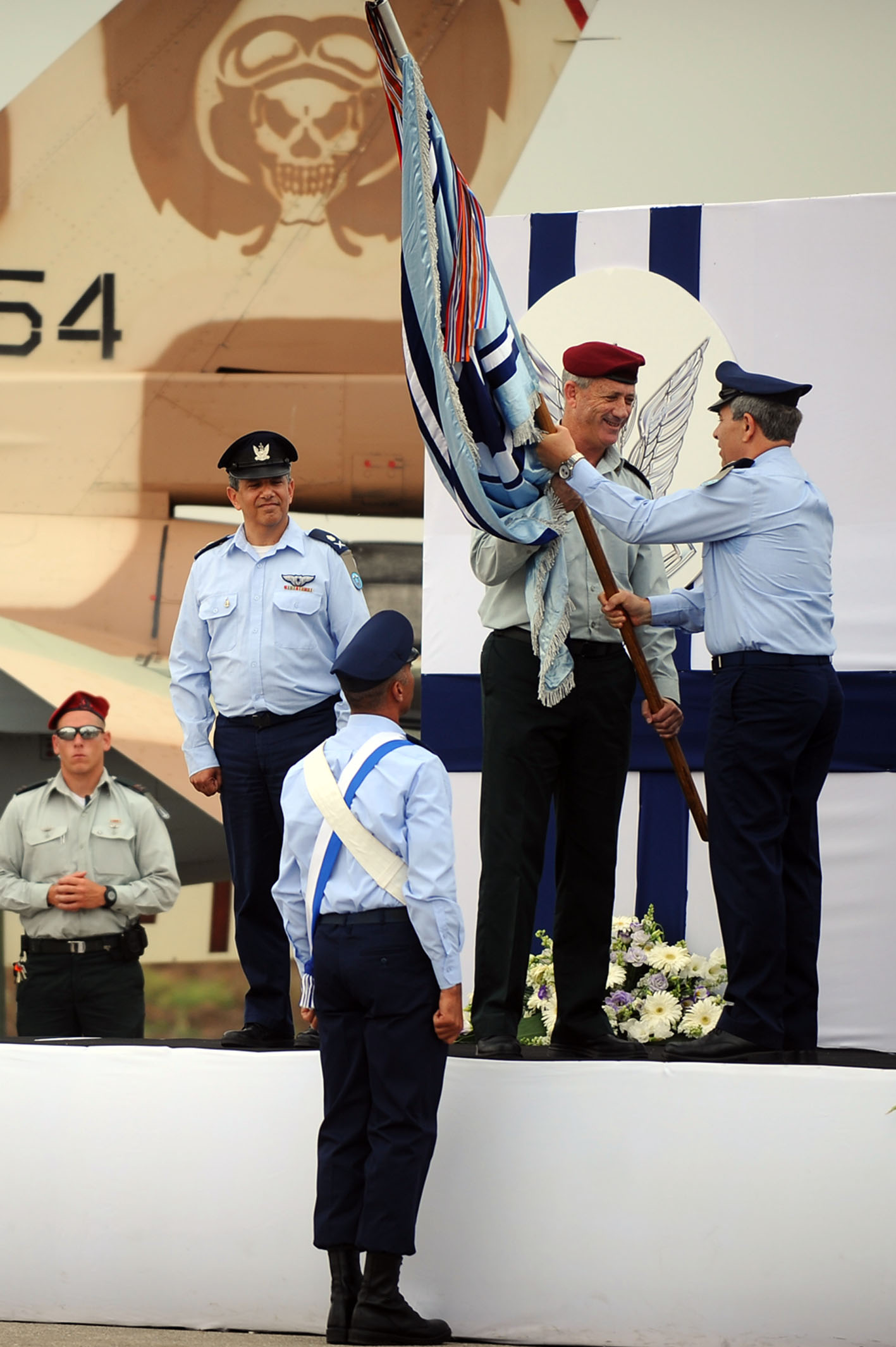
イスラエル空軍での式典[4]の様子。背後に『羽の生えた骸骨』のマーキングを描いた、第101飛行隊のF-16Cの垂直尾翼が見える。
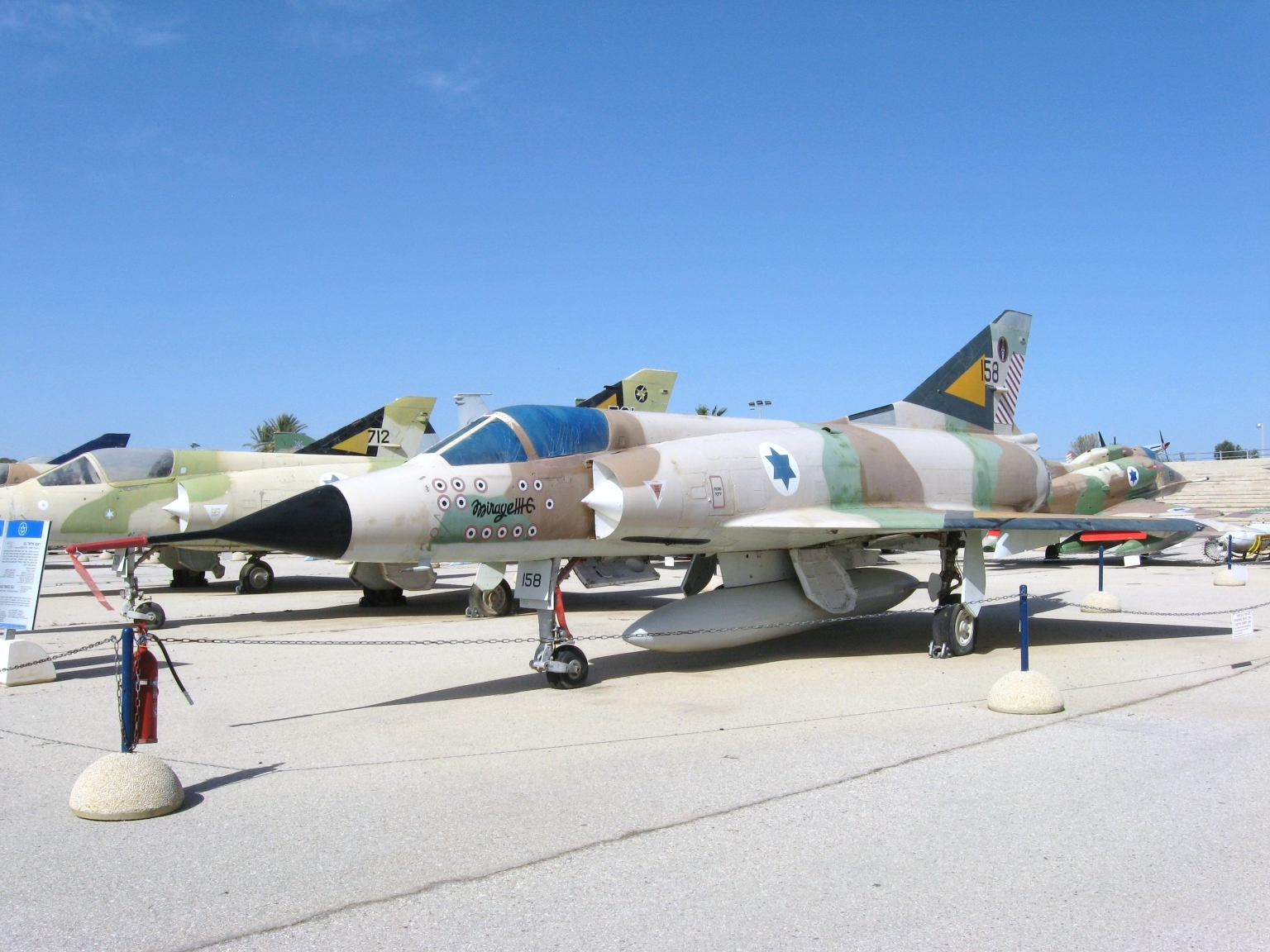
イスラエル空軍博物館に展示される、第101飛行隊所属のエース、ギオラ・エプスタインのミラージュIIICJ。機首に13機分のキルマークが書き込まれている。